# Riu Xàrjenga
El riu Xàrjenga (en rus Шарженга) és un riu de l'óblast de Vólogda, al nord de Rússia. Pertany a la conca hidrogràfica del Dvinà Septentrional, atès que desemboca al riu Iug. El riu passa per les ciutats de Lógduz i Pleixkino.
Neix als monts Urals. Té una longitud de 183 km i comprèn una conca de 1.500 km². És un riu que s'alimenta sobretot de les neus i pluges que cauen a la regió. Es glaça de gener a abril o maig.